# Simon Pierre Kiba
Simon Pierre Kiba, né le 31 décembre 1972,  est un coureur cycliste burkinabé.

## Palmarès
- 2006
  - 4e étape de la Boucle du coton
  - 2e de la Boucle du coton